# Alexy Bosetti
Alexy Bosetti (Nizza, 23 aprile 1993) è un calciatore francese, attaccante del Milazzo.

## Biografia
Ha origini italiane (ha parenti di Pieve di Teco e di Castelfiorentino).
Fa parte del gruppo Ultras de la Populaire Sud, infatti è regolarmente presente agli eventi organizzati da questo gruppo. Dona la sua maglia quasi sempre alla fine di ogni partita. Il 2 febbraio 2014, dopo la vittoria della sua squadra contro il LOSC Lille, ha regalato le magliette della sua squadra ai tifosi del LOSC Lille presenti all'Allianz Riviera, stadio del Nizza.
Ha l'abitudine di mettere in mostra il suo tatuaggio della Brigade sud Nice per festeggiare qualunque suo gol, e il 21 gennaio 2014 viene sanzionato dopo il suo gol nella partita vinta 5-4 contro il Marsiglia.

## Carriera

### Nizza
Ha iniziato a giocare a calcio con la squadra giovanile del Nizza. Poi si unì al JSO Villefranche-sur-Mer e al Cavigal, prima di tornare al cospetto del Nizza.
Il 28 aprile 2012 vince il suo primo titolo con il Nizza: la Coppa Gambardella 2011-2012, mettendo a segno 10 gol dei suoi 37 in questa stagione.
Passa al settore giovanile del Nizza nel 2009, per poi esordire in prima squadra il 20 maggio 2012 in una partita vinta per 4-3 contro il Lione. Mette a segno il suo primo gol da professionista il 28 novembre 2012 contro il Montpellier, nei quarti di finale della Coupe de la Ligue.
Il 6 aprile 2013 a Tolosa ha preso il primo cartellino rosso della sua carriera.
Nella stessa stagione gioca anche 3 partite nella squadra riserve rossonera, segnando anche una rete, per un totale di 30 partite con 3 gol in prima squadra.
Continua a far parte dell'organico della squadra francese anche nella stagione successiva (2013-2014), nella quale gioca 20 partite di campionato e mette anche a segno 2 gol in 5 partite in Coppa di Lega. Nella stagione 2013-2014 segna il suo primo gol in carriera in Ligue 1, il 22 settembre 2013 nella partita vinta 4-0 contro il Valenciennes. In questa stagione gioca 2 partite di Europa League, ambedue nei preliminari contro l'Apollōn Limassol (andata persa 2-0; ritorno vinta 1-0). Quest'anno nelle coppe mette a segno 1 gol e 1 assist, il primo nella Coupe de la Ligue vinta 3-0 agli ottavi contro il Sochaux, poi eliminata 4-3 nei quarti dal Nantes; il secondo nella Coupe de France vinta 5-4 contro il Marsiglia nel 2º turno, per poi essere eliminata dal Monaco per 1-0 agli ottavi.
Nel corso della stagione gioca 27 partite mettendo a segno 6 gol.

#### Sarpsborg 08
Il 25 gennaio 2016 passa in prestito ai norvegesi del Sarpsborg 08, militanti in Eliteserien. Il 25 aprile, il Sarpsborg 08 ha interrotto anticipatamente il prestito.

### Nazionale
Conta diverse presenze con le selezioni giovanili francesi; è stato convocato per i Mondiali Under-20 del 2013, nel quale ha giocato due delle tre partite della fase a gironi, entrambe subentrando dalla panchina. Gioca anche gli ultimi 3 minuti della partita vinta per 4-1 contro la Turchia negli ottavi di finale e gli ultimi 20 minuti della partita vinta per 4-0 contro l'Uzbekistan nei quarti di finale. Scende in campo anche nella finale vinta ai rigori contro l'Uruguay, per un totale di 5 presenze senza reti nella manifestazione.

## Statistiche

### Presenze e reti nei club
Statistiche aggiornate al 2 aprile 2023.
| Stagione                  | Squadra                   | Campionato                | Campionato | Campionato | Coppe nazionali | Coppe nazionali | Coppe nazionali | Coppe continentali | Coppe continentali | Coppe continentali | Altre coppe | Altre coppe | Altre coppe | Totale | Totale |
| Stagione                  | Squadra                   | Comp                      | Pres       | Reti       | Comp            | Pres            | Reti            | Comp               | Pres               | Reti               | Comp        | Pres        | Reti        | Pres   | Reti   |
| ------------------------- | ------------------------- | ------------------------- | ---------- | ---------- | --------------- | --------------- | --------------- | ------------------ | ------------------ | ------------------ | ----------- | ----------- | ----------- | ------ | ------ |
| 2012-2013                 | Nizza 2                   | CFA2                      | 3          | 1          | -               | -               | -               | -                  | -                  | -                  | -           | -           | -           | 3      | 1      |
| 2013-2014                 | Nizza 2                   | CFA                       | 2          | 1          | -               | -               | -               | -                  | -                  | -                  | -           | -           | -           | 2      | 1      |
| 2014-2015                 | Nizza 2                   | CFA                       | 1          | 1          | -               | -               | -               | -                  | -                  | -                  | -           | -           | -           | 1      | 1      |
| 2011-2012                 | Nizza                     | L1                        | 1          | 0          | -               | -               | -               | -                  | -                  | -                  | -           | -           | -           | 1      | 0      |
| 2012-2013                 | Nizza                     | L1                        | 27         | 0          | CF+CdL          | 1+2             | 1+1             | -                  | -                  | -                  | -           | -           | -           | 30     | 2      |
| 2013-2014                 | Nizza                     | L1                        | 20         | 5          | CF+CdL          | 3+2             | 1+0             | UEL                | 2                  | 0                  | -           | -           | -           | 27     | 6      |
| 2014-2015                 | Nizza                     | L1                        | 27         | 5          | CF+CdL          | 1+1             | 1+0             | -                  | -                  | -                  | -           | -           | -           | 29     | 6      |
| 2015-gen. 2016            | Nizza                     | L1                        | 0          | 0          | -               | -               | -               | UEL                | 1                  | 1                  | -           | -           | -           | 1      | 1      |
| 2015-gen. 2016            | Tours                     | L2                        | 9          | 1          | CF+CdL          | 1+3             | 0               | -                  | -                  | -                  | -           | -           | -           | 13     | 1      |
| gen.-apr. 2016            | Sarpsborg 08              | ES                        | 2          | 0          | CN              | 1               | 1               | -                  | -                  | -                  | -           | -           | -           | 3      | 1      |
| 2016-2017                 | Nizza                     | L1                        | 0          | 0          | CF+CdL          | 1+0             | 0               | UEL                | 1                  | 1                  | -           | -           | -           | 2      | 1      |
| Totale Nizza              | Totale Nizza              | Totale Nizza              | 75         | 10         |                 | 11              | 4               |                    | 4                  | 2                  |             | -           | -           | 90     | 16     |
| 2016-2017                 | Nizza 2                   | N2                        | 21         | 10         | -               | -               | -               | -                  | -                  | -                  | -           | -           | -           | 21     | 10     |
| Totale Nizza 2            | Totale Nizza 2            | Totale Nizza 2            | 27         | 13         |                 | 0               | 0               |                    | 0                  | 0                  |             | 0           | 0           | 27     | 13     |
| 2017-2018                 | Laval                     | N                         | 26         | 9          | CF+CdL          | 1+0             | 1+0             | -                  | -                  | -                  | -           | -           | -           | 27     | 10     |
| 2018-gen. 2019            | Laval                     | N                         | 8          | 4          | CF+CdL          | 0+1             | 0               | -                  | -                  | -                  | -           | -           | -           | 9      | 4      |
| Totale Laval              | Totale Laval              | Totale Laval              | 34         | 13         |                 | 2               | 1               |                    | 0                  | 0                  |             | 0           | 0           | 36     | 14     |
| gen.-ago. 2019            | OKC Energy                | USLC                      | 19         | 1          | USOC            | 3               | 1               | -                  | -                  | -                  | -           | -           | -           | 22     | 2      |
| ago.-ott. 2019            | El Paso Locomotive        | USLC                      | 8+1        | 1          | -               | -               | -               | -                  | -                  | -                  | -           | -           | -           | 9      | 1      |
| mar.-lug. 2020            | El Paso Locomotive        | USLC                      | 1          | 0          | -               | -               | -               | -                  | -                  | -                  | -           | -           | -           | 1      | 0      |
| Totale El Paso Locomotive | Totale El Paso Locomotive | Totale El Paso Locomotive | 10         | 1          |                 | 0               | 0               |                    | 0                  | 0                  |             | 0           | 0           | 10     | 1      |
| lug. 2020-2021            | Le Puy                    | N2                        | 6          | 6          | CF              | 4               | 2               | -                  | -                  | -                  | -           | -           | -           | 10     | 8      |
| 2021-2022                 | Annecy                    | N                         | 29         | 11         | -               | -               | -               | -                  | -                  | -                  | -           | -           | -           | 29     | 11     |
| 2022-2023                 | Annecy                    | L2                        | 28         | 4          | CF              | 4               | 0               | -                  | -                  | -                  | -           | -           | -           | 32     | 4      |
| Totale Annecy             | Totale Annecy             | Totale Annecy             | 57         | 15         |                 | 4               | 0               |                    | 0                  | 0                  |             | 0           | 0           | 61     | 15     |
| Totale carriera           | Totale carriera           | Totale carriera           | 239        | 60         |                 | 29              | 9               |                    | 4                  | 2                  |             | 0           | 0           | 272    | 71     |

### Cronologia delle presenze e reti in nazionale
| Cronologia completa delle presenze e delle reti in nazionale ― Francia under 20 | Cronologia completa delle presenze e delle reti in nazionale ― Francia under 20 | Cronologia completa delle presenze e delle reti in nazionale ― Francia under 20 | Cronologia completa delle presenze e delle reti in nazionale ― Francia under 20 | Cronologia completa delle presenze e delle reti in nazionale ― Francia under 20 | Cronologia completa delle presenze e delle reti in nazionale ― Francia under 20 | Cronologia completa delle presenze e delle reti in nazionale ― Francia under 20 | Cronologia completa delle presenze e delle reti in nazionale ― Francia under 20 |
| Data                                                                            | Città                                                                           | In casa                                                                         | Risultato                                                                       | Ospiti                                                                          | Competizione                                                                    | Reti                                                                            | Note                                                                            |
| ------------------------------------------------------------------------------- | ------------------------------------------------------------------------------- | ------------------------------------------------------------------------------- | ------------------------------------------------------------------------------- | ------------------------------------------------------------------------------- | ------------------------------------------------------------------------------- | ------------------------------------------------------------------------------- | ------------------------------------------------------------------------------- |
| 7-9-2012                                                                        | Qinhuangdao                                                                     | Francia under 20                                                                | 0 – 0                                                                           | Cina under 20                                                                   | Amichevole                                                                      | -                                                                               | 76’                                                                             |
| 9-9-2012                                                                        | Qinhuangdao                                                                     | Francia under 20                                                                | 3 – 1                                                                           | Corea del Nord under 20                                                         | Amichevole                                                                      | -                                                                               | 75’                                                                             |
| 11-9-2012                                                                       | Qinhuangdao                                                                     | Messico under 20                                                                | 1 – 3                                                                           | Francia under 20                                                                | Amichevole                                                                      | 1                                                                               | 69’ 81’                                                                         |
| 13-11-2012                                                                      | Saint-Denis                                                                     | Francia under 20                                                                | 2 – 1                                                                           | Ucraina under 20                                                                | Amichevole                                                                      | -                                                                               | 46’                                                                             |
| 5-2-2013                                                                        | Créteil                                                                         | Francia under 20                                                                | 2 – 0                                                                           | Portogallo under 20                                                             | Amichevole                                                                      | -                                                                               | 46’                                                                             |
| 21-3-2013                                                                       | Tours                                                                           | Francia under 20                                                                | 3 – 1                                                                           | Danimarca under 20                                                              | Amichevole                                                                      | -                                                                               | 60’                                                                             |
| 25-3-2013                                                                       | Saint-Denis                                                                     | Francia under 20                                                                | 3 – 0                                                                           | Romania under 20                                                                | Amichevole                                                                      | -                                                                               | 45’                                                                             |
| 11-6-2013                                                                       | Romorantin-Lanthenay                                                            | Francia under 20                                                                | 3 – 1                                                                           | Grecia under 20                                                                 | Amichevole                                                                      | -                                                                               | 75’                                                                             |
| 14-6-2013                                                                       | Amiens                                                                          | Francia under 20                                                                | 2 – 2                                                                           | Colombia under 20                                                               | Amichevole                                                                      | -                                                                               | 79’                                                                             |
| 21-6-2013                                                                       | Istanbul                                                                        | Francia under 20                                                                | 3 – 1                                                                           | Ghana under 20                                                                  | Mondiali Under-20 2013 - 1º turno                                               | -                                                                               | 82’                                                                             |
| 27-6-2013                                                                       | Istanbul                                                                        | Spagna under 20                                                                 | 2 – 1                                                                           | Francia under 20                                                                | Mondiali Under-20 2013 - 1º turno                                               | -                                                                               | 60’                                                                             |
| 2-7-2013                                                                        | Gaziantep                                                                       | Francia under 20                                                                | 4 – 1                                                                           | Turchia under 20                                                                | Mondiali Under-20 2013 - Ottavi di finale                                       | -                                                                               | 87’                                                                             |
| 6-7-2013                                                                        | Rize                                                                            | Francia under 20                                                                | 4 – 0                                                                           | Uzbekistan under 20                                                             | Mondiali Under-20 2013 - Quarti di finale                                       | -                                                                               | 69’                                                                             |
| 13-7-2013                                                                       | Şişli                                                                           | Francia under 20                                                                | 4 – 1                                                                           | Uruguay under 20                                                                | Mondiali Under-20 2013 - Finale                                                 | -                                                                               | 65’ 112’                                                                        |
| Totale                                                                          |                                                                                 | Presenze                                                                        | 14                                                                              |                                                                                 | Reti                                                                            | 1                                                                               |                                                                                 |

| Cronologia completa delle presenze e delle reti in nazionale ― Francia under 19 | Cronologia completa delle presenze e delle reti in nazionale ― Francia under 19 | Cronologia completa delle presenze e delle reti in nazionale ― Francia under 19 | Cronologia completa delle presenze e delle reti in nazionale ― Francia under 19 | Cronologia completa delle presenze e delle reti in nazionale ― Francia under 19 | Cronologia completa delle presenze e delle reti in nazionale ― Francia under 19 | Cronologia completa delle presenze e delle reti in nazionale ― Francia under 19 | Cronologia completa delle presenze e delle reti in nazionale ― Francia under 19 |
| Data                                                                            | Città                                                                           | In casa                                                                         | Risultato                                                                       | Ospiti                                                                          | Competizione                                                                    | Reti                                                                            | Note                                                                            |
| ------------------------------------------------------------------------------- | ------------------------------------------------------------------------------- | ------------------------------------------------------------------------------- | ------------------------------------------------------------------------------- | ------------------------------------------------------------------------------- | ------------------------------------------------------------------------------- | ------------------------------------------------------------------------------- | ------------------------------------------------------------------------------- |
| 25-5-2012                                                                       | Saint-Denis                                                                     | Francia under 19                                                                | 2 – 1                                                                           | Rep. Ceca under 19                                                              | Amichevole                                                                      | -                                                                               | 46’                                                                             |
| 27-5-2012                                                                       | Saint-Denis                                                                     | Francia under 19                                                                | 3 – 1                                                                           | Norvegia under 19                                                               | Amichevole                                                                      | 2                                                                               | 46’ 55’                                                                         |
| 30-5-2012                                                                       | Praga                                                                           | Paesi Bassi under 19                                                            | 0 – 6                                                                           | Francia under 19                                                                | Amichevole                                                                      | 1                                                                               | 35’ 73’                                                                         |
| 6-7-2012                                                                        | Haapsalu                                                                        | Francia under 19                                                                | 1 – 0                                                                           | Croazia under 19                                                                | Europeo Under-19 2012 - 1º turno                                                | -                                                                               | 58’                                                                             |
| 9-7-2012                                                                        | Tallinn                                                                         | Francia under 19                                                                | 1 – 2                                                                           | Inghilterra under 19                                                            | Europeo Under-19 2012 - 1º turno                                                | -                                                                               | 65’                                                                             |
| 12-7-2012                                                                       | Tallinn                                                                         | Spagna under 19                                                                 | 3 – 3 dts (4 – 2 dtr)                                                           | Francia under 19                                                                | Europeo Under-19 2012 - Semifinale                                              | -                                                                               | 38’ 40’                                                                         |
| Totale                                                                          |                                                                                 | Presenze                                                                        | 6                                                                               |                                                                                 | Reti                                                                            | 3                                                                               |                                                                                 |

## Palmarès

### Club

#### Competizioni giovanili
- Coppa Gambardella: 1

Nizza: 2011-2012

### Nazionale
- Campionato mondiale Under-20: 1

Turchia 2013